# Vinicio Scipioni
Vinicio Scipioni (Teramo, 4 giugno 1936 – Teramo, 17 luglio 2012) è stato un politico e sindacalista italiano.

## Biografia
Segretario provinciale a Teramo della CGIL, fu eletto sindaco di Morro d'Oro nel 1960, mantenendo la carica fino al 1975. Eletto alla Camera dei deputati nel 1968 nella V legislatura, viene confermato anche per la VI legislatura, dal 1972 al 1976.
Nel 1975 divenne vice-presidente della provincia di Teramo, restandolo fino al 1980. Nel 1989, a seguito della svolta della Bolognina aderì al Partito Democratico della Sinistra.